# Graphonema amokurae
Graphonema amokurae är en rundmaskart som först beskrevs av E. Ditlevsen 1921.  Graphonema amokurae ingår i släktet Graphonema och familjen Chromadoridae. Inga underarter finns listade i Catalogue of Life.